# Gymnogeophagus eocenicus
Gymnogeophagus eocenicus es una especie de pez que integra el género Gymnogeophagus, de la familia Cichlidae. Es conocido solo por el registro fósil, sobre la base de restos exhumados en el centro-oeste de América del Sur.

## Morfología
Los restos poseen las sinapomorfias que caracterizan al género: ausencia de supraneurales y la presencia de una espina hacia delante en el primer pterigioforo dorsal.

## Distribución geográfica
Los restos de esta especie fueron descubiertos en proximidades de la localidad de Alemania, en el departamento de Guachipas, centro de la provincia de Salta, en el noroeste de la Argentina. Se encontraron en estratos asignados a la unidad continental “Formación Lumbrera” del “Grupo Salta”, específicamente en el nivel fosilífero conocido como 'Faja Verde' (sección Lumbrera inferior). La edad estimada es de 49 Ma, es decir, en el Eoceno inferior. 
Sobre la base de la biota acompañante el ambiente en que fue depositado fue reconstruido, postulándose que era una laguna dulceacuícola permanente, la que estaba marginada de zonas playas cubiertas de vegetación que esporádicamente quedaba inundada.
La notable edad de los restos coadyuva en concluir que este género ya presentaba diferenciación de los linajes de otros cíclidos en un periodo mucho más antiguo del que se estimaba.
Las especies vivientes de este género habitan en cursos fluviales en el centro-este de América del Sur, en climas desde templados y subtropicales hasta tropicales, con la mayoría de los taxones distribuyéndose en la cuenca del Plata y en la ecorregión de agua dulce laguna dos Patos, encontrándoselos en el Paraguay, todo el Uruguay, el centro y noreste de la Argentina y el centro y sur del Brasil.

## Taxonomía
Esta especie fue descrita originalmente en el año 2010 por los especialistas María C. Malabarba, Luiz R. Malabarba y Cecilia Del Papa.
Etimología
Etimológicamente, Gymnogeophagus viene del idioma griego, donde gymnos es 'desnudo', gea es 'tierra' y phaegein es 'comer', en razón de una estrategia trófica de los integrantes del género. El nombre específico de eocenicus se debe a la edad portadora de sus restos, el Eoceno.